# Athletic Club Ajaccien
Athletic Club Ajaccien (em corso: Athletic Club Aiacciu), mais conhecido no Brasil como Ajaccio, é um clube de futebol francês fundado em 1910 na cidade de Ajaccio, na Córsega. Manda seus jogos no Stade François Coty, com capacidade para 12.000 espectadores. As suas cores são vermelho e branco, e mantém uma forte rivalidade com o Sporting Club de Bastia, com quem faz o Derby da Córsega.

## História
Segundo as fontes mais fidedignas, o clube atuou a partir da temporada 1909-1910. Embora jogasse naquilo que antes era um depósito de areia, a equipe, sob a insistência do sogro do presidente, Louis Baretti, transformou a área em um estádio limpo e seguro, o qual podia conter cerca de 5000 espectadores, e foi usado até 1969.
O Ajaccio se sagrou campeão da Córsega em oito ocasiões. 1920, 1921, 1934, 1939, 1948, 1950, 1955 e foi junto ao Gazélec Ajaccio e SC Bastia, um dos dominadores do campeonato. A rivalidade entre as três equipes era grande. Durante a final da Copa da Córsega de 1948, entre Ajaccio e Bastia houve episódios de violência, tanto que os espectadores, para se protegerem, utilizaram-se de guarda-chuvas como escudos. A final foi interrompida e repetida.
O clube se tornou profissional em 1965. Inicialmente adotou o urso polar em seu escudo. Mais tarde preferiu um mouro estilizado, também presente nos escudos de Bastia e Gazélec Ajaccio, seus principais rivais na Córsega.
Em 13 de agosto de 2025, a Direção Nacional de Controle de Gestão (DNCG) decidiu suspender o Ajaccio de participar de todas as competições nacionais na temporada 2025/26. O clube tem uma dívida de mais de € 13 milhões de euros, e não conseguirá pagar seus impostos no prazo. O time da Córsega tem sete dias para recorrer da decisão. Se a decisão for mantida, o Ajaccio terá que retornar ao nível amador, na sexta divisão francesa. 
Anteriormente, foi noticiado que a diretoria do clube estava trabalhando em um orçamento necessário para a participação na Liga Nacional, a fim de manter seu status profissional. No entanto, o órgão de supervisão financeira do futebol amador considerou esse orçamento insuficientemente confiável. 

## Títulos
- Ligue 2 - 1967, 2002
- Championnat National - 1998
- Ligue de Corse - 1920, 1921, 1934, 1939, 1948, 1950, 1955, 1964, 1994